# ニューヨーク市地下鉄駅のタイル

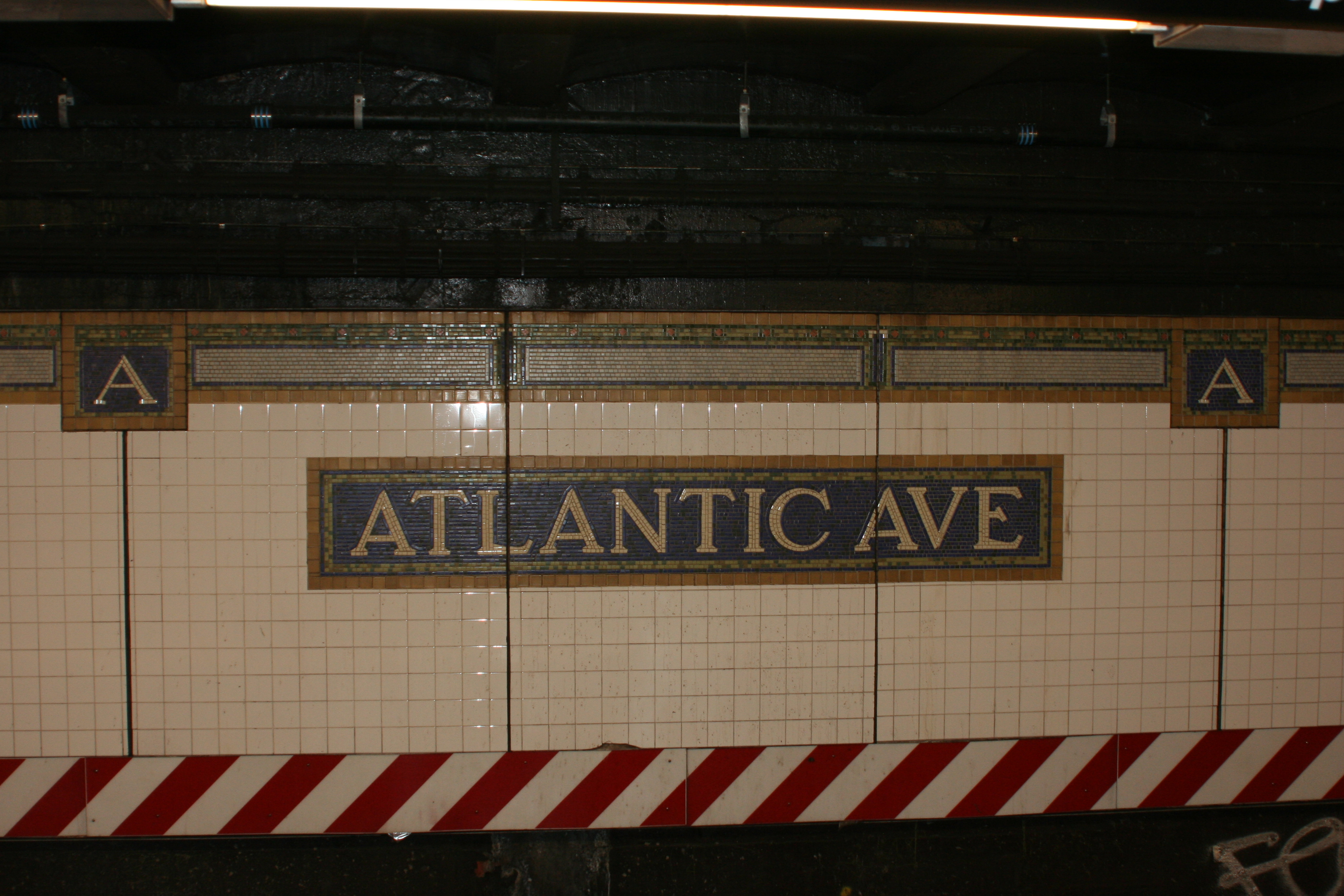
アトランティック・アベニュー-バークレイズ・センター駅の標識

ニューヨーク市地下鉄の多くの駅はカラフルなセラミックの飾り版（額石）やタイルモザイクで装飾されている。これらの多くは駅の位置や名前の標識となっている。セラミックの作品の多くは、1904年10月27日に最初のニューヨーク市地下鉄が開業した時に設置されたものである。より新しい作品も毎年追加され続けている。基本的に陽気で空想的な作風となっている。

## 最初のIRTおよびBMTタイル

### Heins & LaFarge（1901–1907年）

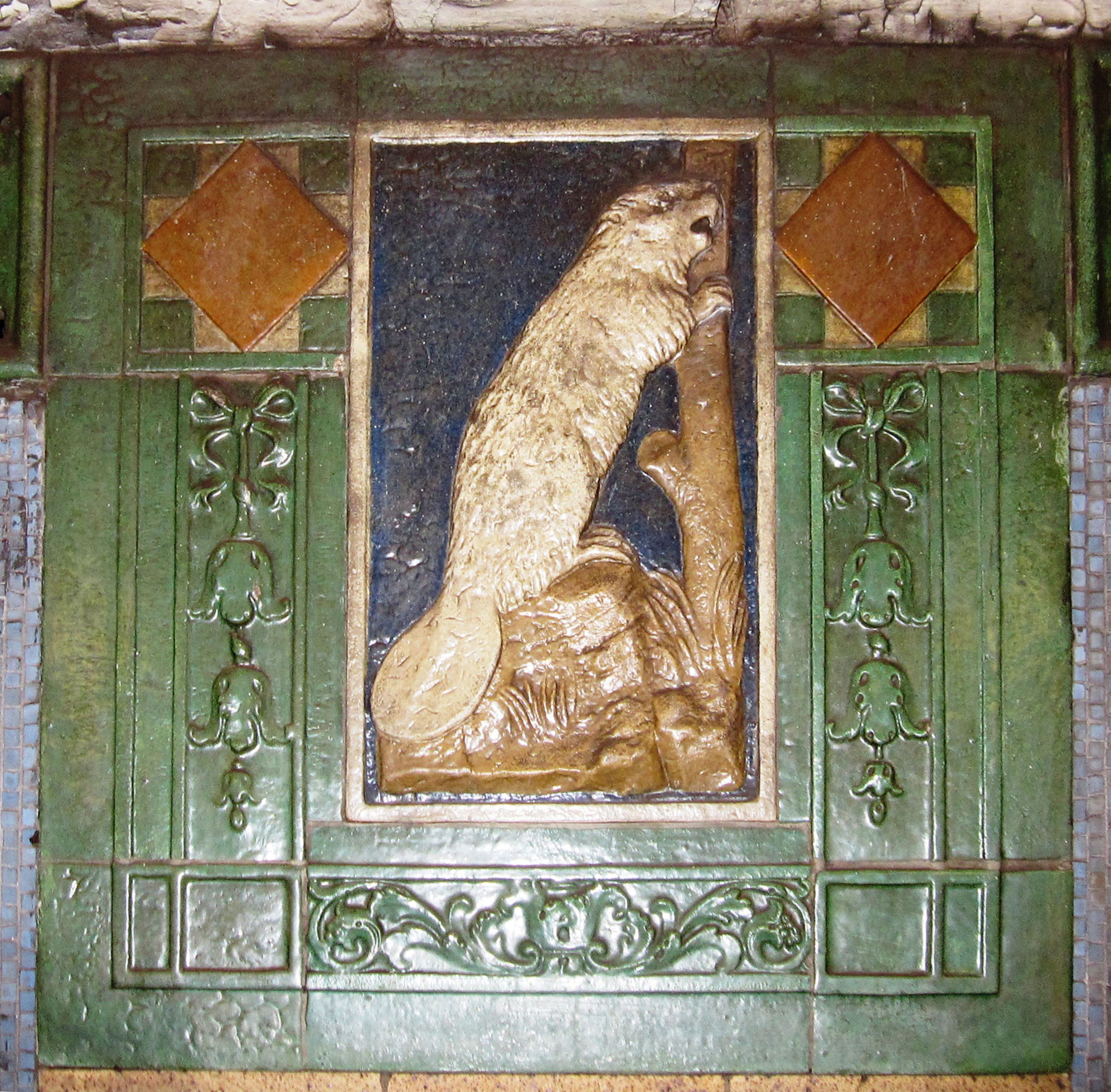
アスター・プレイス駅のビーバーが描かれたファイアンス焼きの飾り額

最初期のセラミックの作品はHeins & LaFarge（アーティストGeorge C. HeinsとChristopher Grant LaFarge）によるもので、1901年に着手され1907年まで製作は続けられた。HeinsとLaFargeは二人とも、当時一流のステンドグラス職人であったJohn LaFargeの親戚（義理の兄弟および息子）である。彼らはアーツ・アンド・クラフツ運動の一員であり、ボザール様式のアーティストであった。これらの運動と様式は20世紀の変わり目に非常に流行した。彼らが雇われた時、彼らはちょうどニューヨークのセント・ジョン・ザ・ディヴァイン大聖堂およびブロンクス動物園でのプロジェクトを終えたばかりだった。芸術的なモチーフのデザインに加えて、HeinsとLaFargeは地下鉄駅全体の外観を決定する建築の仕事の多くもこなしていた。
彼らは、全て大文字のセリフおよびサンセリフのローマン体フォントで駅名を記したタイルを張り合わせた額石をデザインした。HeinsとLaFargeは他にも駅の構内案内のタイルもデザインしている。例えば、出口 (exit) の方向や各路線の上下プラットフォームの指示標識である。各駅の名前を施した額石の周りは精巧なタイルによる縁取りが施されている。
HeinsとLaFargeはどのような素材が度重なる洗浄や磨きでも長持ちするかを知っていた。彼らはセラッミク製造会社であるボストンのGrueby Faience CompanyとシンシナティのRookwood Pottery Companyと協力して制作をおこなった。
彼らのセラミック作品には、駅の場所と関わりのあるモチーフがカラフルに描画されているものもある。例えば、
- サウス・フェリー・ループス駅は、水上の帆船を描いた15のレリーフで飾られている。
- アスター・プレイス駅は、大きなセラミック製のビーバーを描いたエンブレムで飾られている。ビーバーの生皮はジョン・ジェイコブ・アスター が富を築くのに大きなビジネスとなった。
- 116丁目-コロンビア大学駅は、コロンビア大学を象徴するエンブレムのレリーフが飾られている。

地下鉄構内の彼らのレリーフは、イタリア・ルネサンスのアーティスト、アンドレア・デッラ・ロッビアの作品になぞらえれられてきた。彼らのタイル作品の多くは乗客が駅を識別するための案内標識であった。美観を与えることに加え、この視覚的な標識はニューヨーク市に多く住む非英語圏出身の旅行者や住民たちにとってもわかりやすいという効果もある。旅行者は、"ビーバーの絵が描かれている駅で降りるように"などと目印として使うことができる。絵が描かれた飾り版やセラミックの標識に加え、HeinsとLaFargeは駅の天井に沿って施されたエッグ・アンド・ダーツパターンのような装飾的なモチーフもデザインしている。
壁に施されたタイル作品に加え、HeinsとLaFargeは“大きな、彩飾された、釉薬された磁器製で、白地に黒で[実際に手書きされた]標識をエクスプレス電車のプラットフォーム上に設置し、丸い鋳鉄製の柱に駅名を塗装した”。

### Squire Vickers（1906–1942年）
1906年、当時若手のアイティストであったSquire J. Vickersが雇われた。VickersはHeinsとLaFargeに非常に尊敬の念を示していたが、彼の作品ではモザイクがかなり多くなっており、清掃を簡単にするという理由からレリーフを用いなかった。Vickersはまた、HeinsとLaFargeが駅名を表示する額石に使用したフォントを継承したが、Vickers自身が新しく作成した額石ではその縁のタイルアートはよりシンプルなものになっている。
彼の描画作品においては、HeinsとLaFargeはビーバーや帆船など歴史的シンボルを描いたのに対し、Vickersはブルックリン区庁舎 (1919) やボロー・ホール駅をカラフルに描いた作品など実際の建物をランドマークとして強調した。彼は自身の技術に関して次のように述べている：
| 「 | "...モザイクは様々な形状がちりばめられている。つまり、その本体は筋状に焼き目を入れられ、釉薬を塗られ、不規則な形に砕かれた。そのデザインは手作業で行われ、表面に紙を貼られた区画にはめ込まれた。これらの区画は壁に設置され、タイルが貼られた。幾つかの駅では彩られた帯と駅名の額石モザイクと手作りのタイルの組み合わせとなっている。" | 」 |

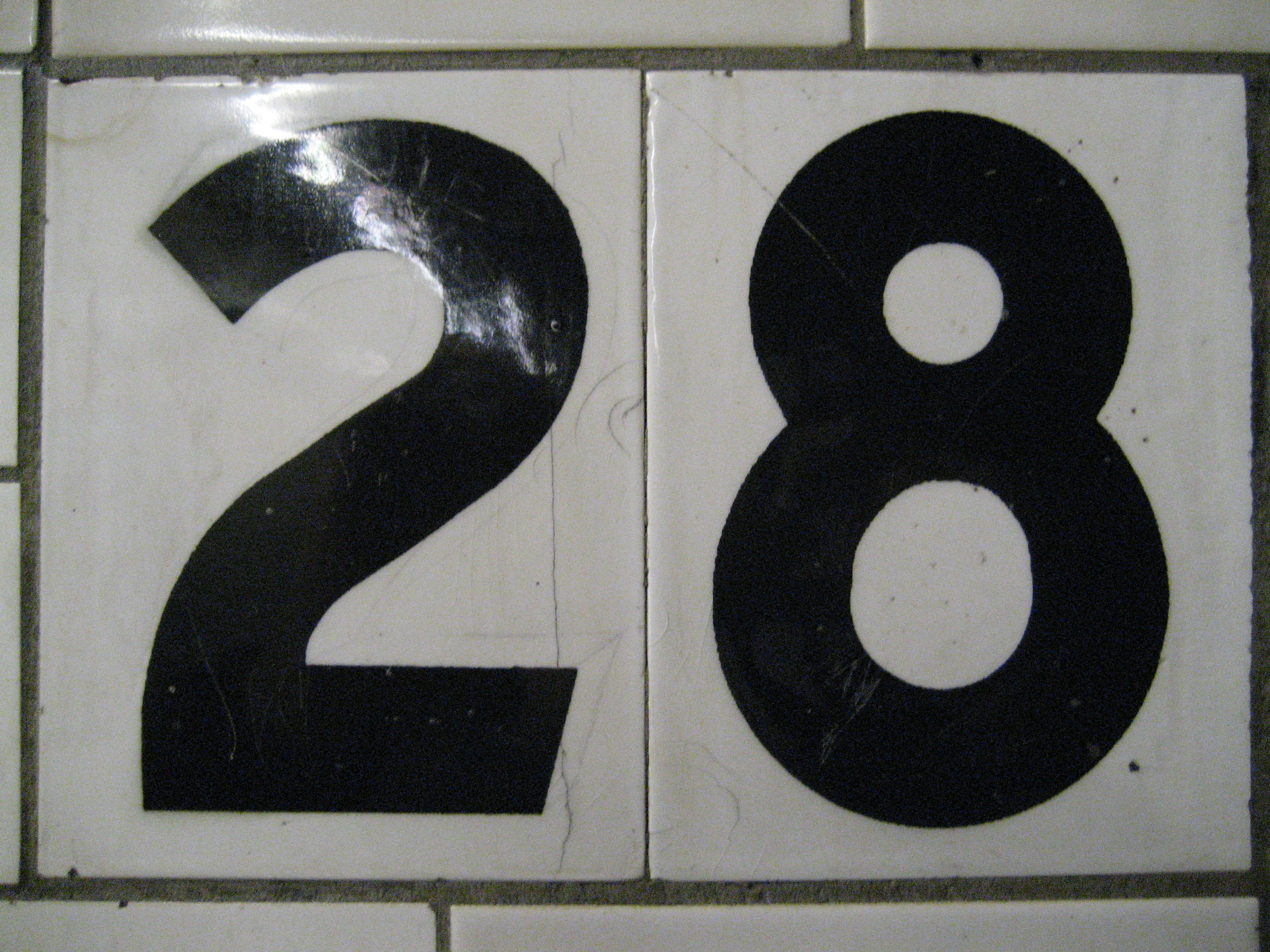
釉薬された駅の標識

1930年代を通じて、Vickersはいくつかの琺瑯の標識を都市高速交通会社 (IRT) およびブルックリン＝マンハッタン交通会社 (BMT) のために、Nelke SignsおよびBaltimore Enamel Companyの両社から注文した。これらの標識は、利用者がすぐに駅名を見つけられるように、桁および鋳鉄の柱の上に設置された。短縮された駅名は、凝縮された大文字のサンセリフ体で琺瑯の標識に記されている。
Vickersはこの地下鉄の標識プロジェクトを1942年まで36年間続けた。

### 2007年の展示

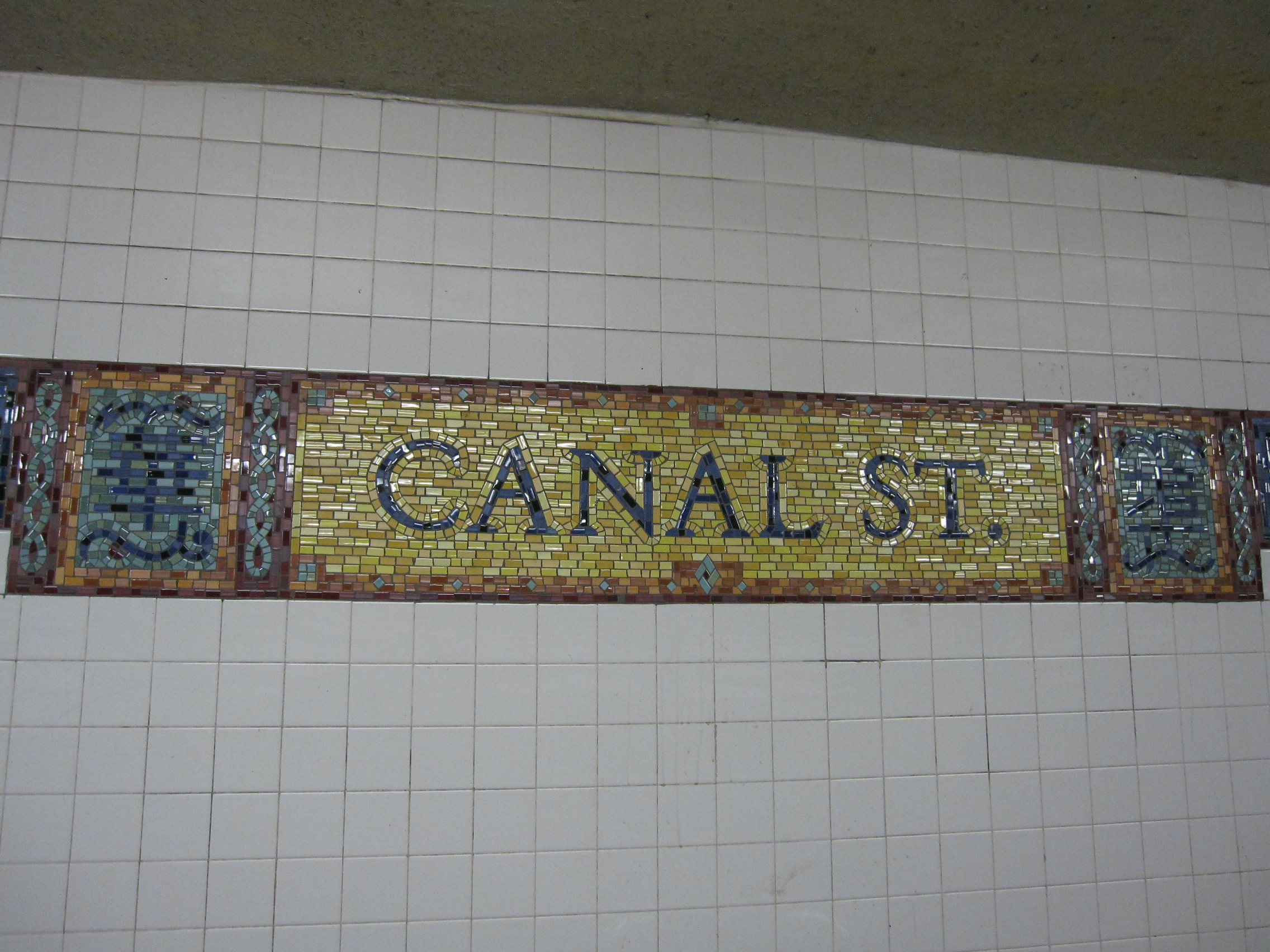
二ヶ国語で記されたキャナル・ストリート駅の標識

2007年の年間を通じて、Heins & LaFargeとVickersの作品をそれぞれ記念する二つの展示がグランドセントラル駅にあるニューヨーク交通博物館の別館のギャラリーで催された。

## INDタイル
独立地下鉄網 (IND) の路線で用いられているタイルは非常にシンプルで質素なものとなっている。このタイルは通常は、白、黒および各駅に特有の4色のうちの1色のみで帯と縁が構成されている。IRTやBMTの路線で用いられているセリフおよびサンセリフ体の代わりに、INDは以前のサンセリフの変更版であるどっしりとした幾何的なフォントを用いている。アール・デコに影響されたINDタイルの形状は、一部はVickersによってデザインされた。彼は方向指示標識を主に壁に埋め込んで一体化した。
INDの各駅の特色を出したタイルはすべて、ある特定のパターンにグループ分けすることができる。一つの例外があるが、これらのグループ分けはマンハッタンから外に向かって、タイルの色が紫、青、緑、黄色、そして赤となるように同じ順序に従っている。例外はINDフルトン・ストリート線で、赤グループ（ユーティカ・アベニュー駅／ラルフ・アベニュー駅／ロッカウェイ・アベニュー駅）、青グループ（ブロードウェイ・ジャンクション駅、リバティ・アベニュー駅、ヴァン・シックレン・アベニュー駅、シェパード・アベニュー駅)、紫グループ（ユークリッド・アベニュー駅）、そして緑グループ（グラント・アベニュー駅）の順番となっている。マンハッタンから離れるに従って、タイルの色は変化していく。こうして、エクスプレス駅のすぐ西隣りのローカル駅は、マンハッタンから遠い側の次のエクスプレス駅と同じ色のタイルとなっている。これは、マンハッタンから遠ざかる方向の乗客が乗り換えをしやすいように配慮されていると考えられる。エクスプレス駅の飾りタイルの帯はローカル駅のものよりも幅広になっている。ただし、IND8番街線の南部の区間の幾つかの駅は壁の改修がおこなわれたため、例外となっている。額石はシンプルでありきたりなデザインで、黒いタイルに白い文字で駅名が綴られたものが壁にはめ込まれている。
1955年以前のIND駅の大部分は、黒い縁取りと色つきの縞を持つ駅名を表示する飾り版が駅のプラットフォームや線路の壁にはめ込まれている。タイルの飾り版はプラットフォームの隣りに壁が存在する駅にのみ設置されている。縞の間のタイルの数は、ローカル駅では2枚で、エクスプレスまたは乗り換え駅では3枚である。レキシントン・アベニュー-53丁目駅のように改修が施された幾つかのオリジナルの駅のタイルは、色つきにはなっていない。
INDクロスタウン線はエクスプレス駅がなく、そのタイルの帯では三種類の緑色が使われている。薄緑色は乗り換え駅を表す。（ブロードウェイ駅はIND Second System lineへの乗り換え駅として当初は計画されていたため、他のクロスライン線の駅のタイルの帯がタイル2枚分の幅となっているのに対して、ブロードウェイ駅のタイルの帯はタイル3枚分の幅となっている。）

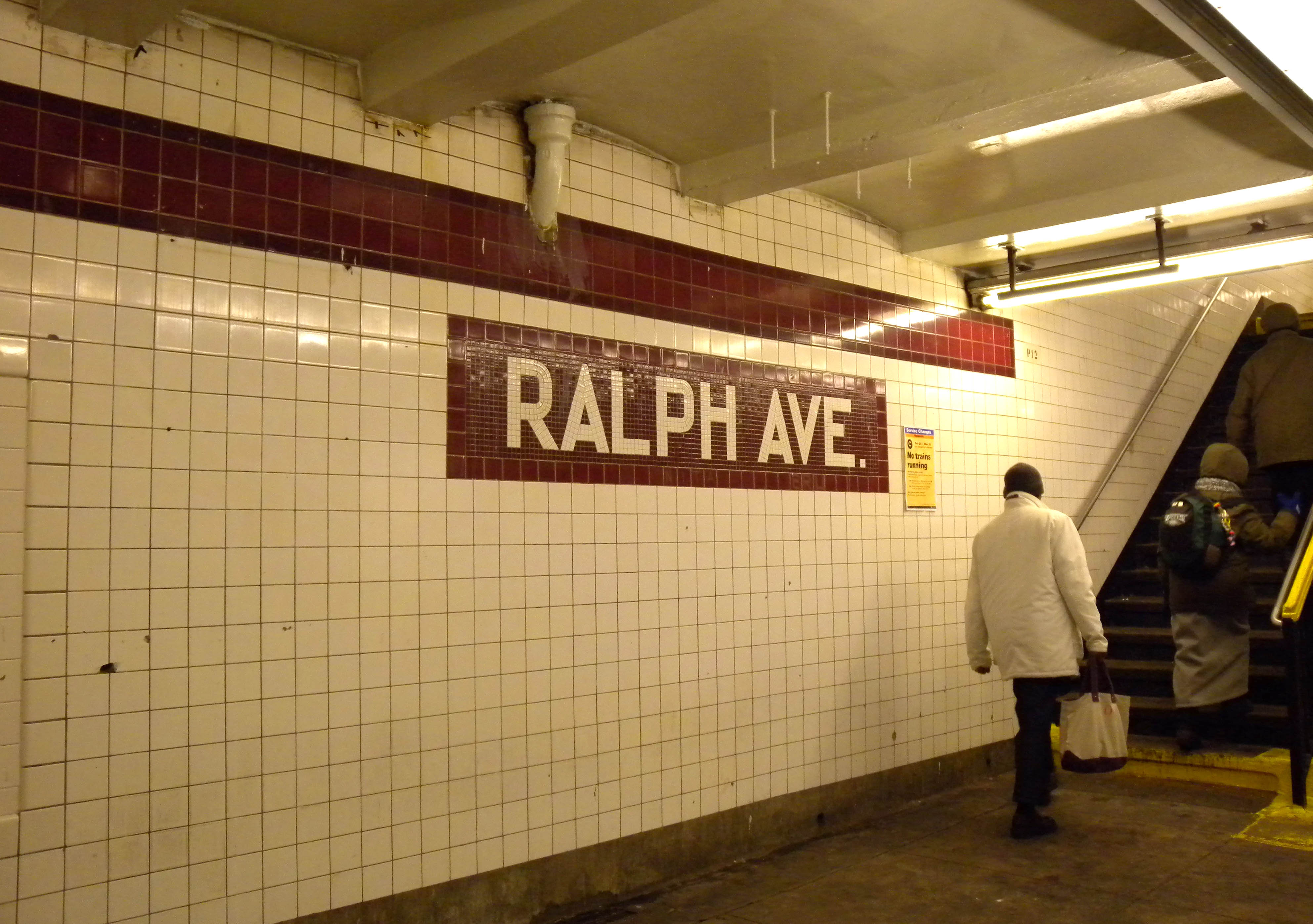
Red Family ラルフ・アベニュー駅
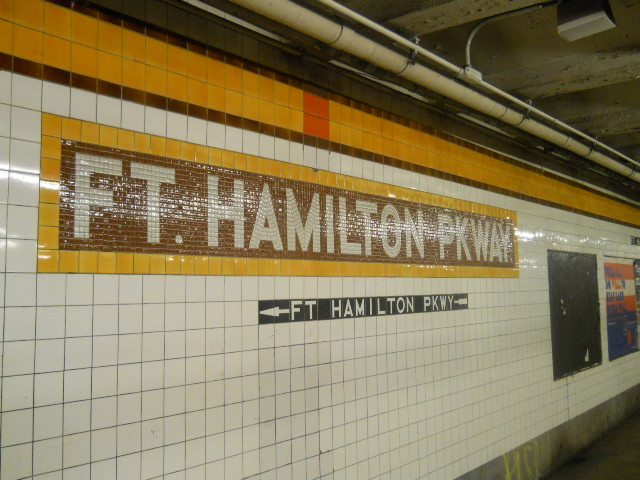
Yellow Family フォート・ハミルトン・パークウェイ駅
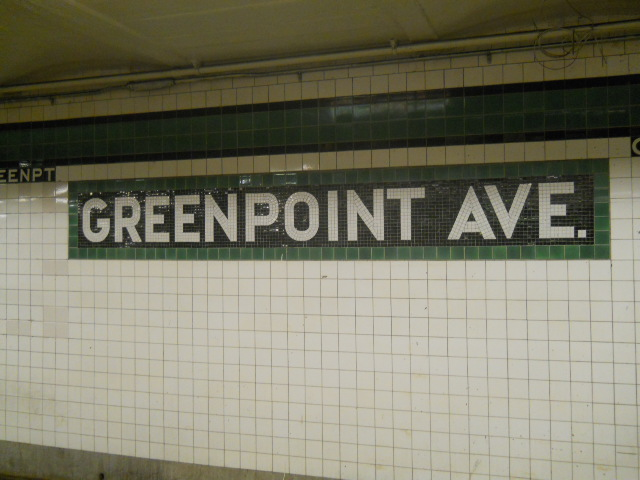
Green Family グリーンポイント・アベニュー駅
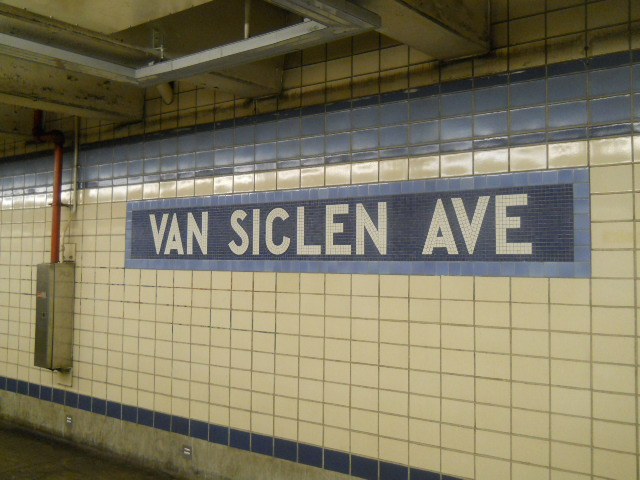
Blue Family ヴァン・シックレン・アベニュー駅
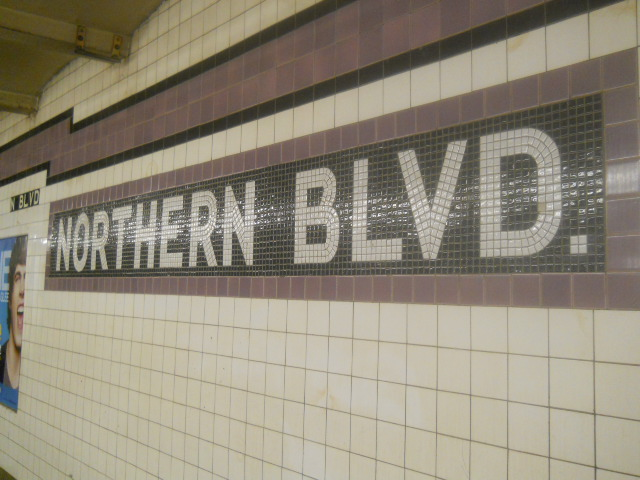
Purple Family ノーザン・ブールバード駅

| IND各駅のタイルの色の一覧（地下駅のみ）                                            | IND各駅のタイルの色の一覧（地下駅のみ） | IND各駅のタイルの色の一覧（地下駅のみ） | IND各駅のタイルの色の一覧（地下駅のみ） | IND各駅のタイルの色の一覧（地下駅のみ） |
| 駅                                                                                 | 帯の色                                  | 縁の色                                  | タイルの高さ                            | 備考                                    |
| ---------------------------------------------------------------------------------- | --------------------------------------- | --------------------------------------- | --------------------------------------- | --------------------------------------- |
| Red Family                                                                         |                                         |                                         |                                         |                                         |
| 169丁目駅                                                                          | Carmine Red                             | Black                                   | 2                                       |                                         |
| パーソンズ・ブールバード駅                                                         | Scarlet Red                             | Black                                   | 3                                       |                                         |
| コート・スクエア-23丁目駅                                                          | Scarlet Lake                            | Dark Brown                              | 2                                       | [ note 1 ]                              |
| 5番街/53丁目駅                                                                     | Carmine Red                             | Crimson                                 | 2                                       | [ note 2 ]                              |
| 47丁目-50丁目-ロックフェラー・センター駅                                           | Scarlet Red                             | Dark Brown                              | 3                                       |                                         |
| 42丁目-ブライアント・パーク駅                                                      | Scarlet Red                             | Dark Brown                              | 3                                       |                                         |
| 34丁目-ペン・ステーション駅                                                        | Burgundy                                | Black                                   | 2                                       |                                         |
| 168丁目駅                                                                          | Burgundy                                | Black                                   | 2                                       |                                         |
| インウッド-207丁目駅                                                               | Claret Red                              | Pearl Grey                              | 2                                       | [ note 3 ]                              |
| トレモント・アベニュー駅                                                           | Claret Red                              | Black                                   | 3                                       |                                         |
| 182丁目-183丁目駅                                                                  | Claret Red                              | Black                                   | 2                                       |                                         |
| ユーティカ・アベニュー駅                                                           | Tuscan Red                              | Maroon                                  | 3                                       |                                         |
| ラルフ・アベニュー駅                                                               | Tuscan Red                              | Maroon                                  | 2                                       |                                         |
| ロッカウェイ・アベニュー駅                                                         | Tuscan Red                              | Maroon                                  | 2                                       |                                         |
| チャーチ・アベニュー駅                                                             | Burgundy                                | Maroon                                  | 2                                       |                                         |
| フルトン・ストリート駅                                                             | Tuscan Red                              | Maroon                                  | 2                                       | [ note 4 ] [ note 5 ]                   |
| Yellow Family                                                                      |                                         |                                         |                                         |                                         |
| サットフィン・ブールバード駅                                                       | Sunshine Yellow                         | Black                                   | 2                                       |                                         |
| ブライアーウッド駅                                                                 | Corn Yellow                             | Black                                   | 2                                       |                                         |
| キュー・ガーデン-ユニオン・ターンパイク駅                                          | Jasmine                                 | Black                                   | 3                                       |                                         |
| 14丁目/8番街駅                                                                     | Mustard Yellow                          | Terra Cotta Brown                       | 2                                       |                                         |
| 145丁目駅                                                                          | Deep Yellow                             | Black                                   | 2                                       |                                         |
| 34丁目-ヘラルド・スクエア駅                                                        | Deep Yellow                             | Yellow Ochre                            | 3                                       | [ note 6 ]                              |
| 155丁目駅                                                                          | Deep Yellow                             | Black                                   | 2                                       |                                         |
| 161丁目-ヤンキースタジアム駅                                                       | Mustard Yellow                          | Black                                   | 2                                       | [ note 7 ]                              |
| 167丁目駅                                                                          | Spanish Orange                          | Black                                   | 2                                       |                                         |
| 170丁目駅                                                                          | Spanish Orange                          | Black                                   | 2                                       |                                         |
| 174丁目-175丁目駅                                                                  | Deep Yellow                             | Black                                   | 2                                       |                                         |
| 7番街駅                                                                            | Orange Yellow                           | Brown                                   | 3                                       | [ note 8 ]                              |
| 15丁目-プロスペクト・パーク駅                                                      | Orange Yellow                           | Brown                                   | 3                                       |                                         |
| フォート・ハミルトン・パークウェイ駅                                               | Orange Yellow                           | Brown                                   | 2                                       |                                         |
| ノストランド・アベニュー駅                                                         | Maize                                   | Saddle Brown                            | 3                                       |                                         |
| キングストン-スループ・アベニュース駅                                              | Maize                                   | Saddle Brown                            | 2                                       |                                         |
| ブロード・ストリート駅                                                             | Deep Yellow                             | Saddle Brown                            | 3                                       | [ note 4 ] [ note 5 ]                   |
| Green Family                                                                       |                                         |                                         |                                         |                                         |
| 75番街駅                                                                           | Light Green                             | Black                                   | 2                                       |                                         |
| フォレスト・ヒルズ-71番街駅                                                        | Nile Green                              | Black                                   | 3                                       |                                         |
| 23丁目駅                                                                           | Medium Light Green                      | True Green                              | 2                                       |                                         |
| 14丁目/6番街駅                                                                     | Medium Light Green                      | True Green                              | 2                                       |                                         |
| 西4丁目-ワシントン・スクエア駅                                                     | Grass Green                             | Chrome Green                            | 2                                       |                                         |
| 125丁目駅                                                                          | Marine Green                            | Black                                   | 2                                       |                                         |
| ベッドフォード・パーク・ブールバード駅                                             | Grass Green                             | Chrome Green                            | 3                                       |                                         |
| ノーウッド-205丁目駅                                                               | Medium Light Green                      | Campus Green                            | 2                                       |                                         |
| コート・スクエア駅                                                                 | Hunter Green                            | Black                                   | 2                                       |                                         |
| 21丁目駅                                                                           | Hunter Green                            | Black                                   | 2                                       |                                         |
| グリーンポイント・アベニュー駅                                                     | Hunter Green                            | Black                                   | 2                                       |                                         |
| ナッソー・アベニュー駅                                                             | Hunter Green                            | Black                                   | 2                                       |                                         |
| メトロポリタン・アベニュー駅                                                       | Nile Green                              | Black                                   | 2                                       |                                         |
| ブロードウェイ駅                                                                   | Nile Green                              | Black                                   | 2                                       |                                         |
| フラッシング・アベニュー駅                                                         | Light Green                             | True Green                              | 2                                       |                                         |
| マートル-ウィロビー・アベニュース駅                                                | Light Green                             | True Green                              | 2                                       |                                         |
| ベッドフォード-ノストランド・アベニュース駅                                        | Light Green                             | True Green                              | 2                                       |                                         |
| クラッソン・アベニュー駅                                                           | Light Green                             | True Green                              | 2                                       |                                         |
| クリントン-ワシントン・アベニュース駅                                              | Light Green                             | True Green                              | 2                                       |                                         |
| フルトン・ストリート駅                                                             | Light Green                             | True Green                              | 2                                       |                                         |
| ホイト-スカーマーホーン・ストリーツ駅                                              | Light Green                             | True Green                              | 2                                       | [ note 9 ]                              |
| ラファイエット・アベニュー駅                                                       | Light Green                             | True Green                              | 2                                       |                                         |
| クリントン-ワシントン・アベニュース駅                                              | Light Green                             | True Green                              | 2                                       |                                         |
| フランクリン・アベニュー-フルトン・ストリート駅                                    | Light Green                             | True Green                              | 2                                       |                                         |
| グラント・アベニュー駅                                                             | Bottle Green                            | Ice Green                               |                                         | [ note 10 ]                             |
| バーゲン・ストリート駅                                                             | Bottle Green                            | Light Green                             | 2                                       | [ note 11 ]                             |
| キャロル・ストリート駅                                                             | Lawn Green                              | Hunter Green                            | 2                                       |                                         |
| Blue Family                                                                        |                                         |                                         |                                         |                                         |
| 67番街駅                                                                           | Sky Blue                                | Black                                   | 2                                       |                                         |
| 63番ドライブ-レゴ・パーク駅                                                        | Sky Blue                                | Black                                   | 2                                       |                                         |
| ウッドヘイブン・ブールバード駅                                                     | Cerulean Blue                           | Black                                   | 2                                       |                                         |
| グランド・アベニュー-ニュータウン駅                                                | True Blue                               | Black                                   | 2                                       |                                         |
| エルムハースト・アベニュー駅                                                       | True Blue                               | Black                                   | 2                                       |                                         |
| ジャクソン・ハイツ-ルーズベルト・アベニュー駅                                      | Violet Blue                             | Black                                   | 2                                       |                                         |
| 59丁目-コロンバス・サークル駅                                                      | Ultramarine Blue                        | Black                                   | 2                                       |                                         |
| 81丁目-自然史博物館駅                                                              | Midnight Blue                           | Black                                   | 1                                       | [ note 12 ]                             |
| キングスブリッジ・ロード駅                                                         | Ultramarine Blue                        | Cobalt Blue                             | 3                                       |                                         |
| スプリング・ストリート駅                                                           | Ultramarine Blue                        | Cobalt Blue                             | 2                                       | [ note 13 ]                             |
| キャナル・ストリート駅                                                             | Royal Blue                              | Black                                   | 3                                       | [ note 14 ]                             |
| ジェイ・ストリート-メトロテック駅                                                  | Ultramarine Blue                        | Cobalt Blue                             | 2                                       |                                         |
| ブロードウェイ-ラファイエット・ストリート駅                                        | Royal Blue                              | Black                                   | 3                                       | [ note 15 ]                             |
| ヨーク・ストリート駅                                                               | Cloud Blue                              | Periwinkle Blue                         | 1                                       | [ note 16 ]                             |
| ブロードウェイ・ジャンクション駅                                                   | Blueberry                               | Delft Blue                              | 3                                       |                                         |
| リバティ・アベニュー駅                                                             | Cornflower Blue                         | Ultramarine Blue                        | 2                                       |                                         |
| ヴァン・シックレン・アベニュー駅                                                   | Cornflower Blue                         | Ultramarine Blue                        | 2                                       |                                         |
| シェパード・アベニュー駅                                                           | Cornflower Blue                         | Ultramarine Blue                        | 2                                       |                                         |
| コート・ストリート駅                                                               | Aquamarine Blue                         | Royal Blue                              | 2                                       |                                         |
| 8番街駅                                                                            | Ultramarine Blue                        | Cobalt Blue                             | 2                                       | [ note 4 ]                              |
| Purple Family                                                                      |                                         |                                         |                                         |                                         |
| ジャマイカ-179丁目駅                                                               | Violet                                  | Black                                   |                                         | [ note 10 ] [ note 17 ]                 |
| 65丁目駅                                                                           | Mauve                                   | Black                                   | 2                                       |                                         |
| ノーザン・ブールバード駅                                                           | Mauve                                   | Black                                   | 2                                       |                                         |
| 46丁目駅                                                                           | Grape                                   | Black                                   | 2                                       |                                         |
| スタインウェイ・ストリート駅                                                       | Grape                                   | Black                                   | 2                                       |                                         |
| 36丁目駅                                                                           | Grape                                   | Black                                   | 2                                       |                                         |
| クイーンズ・プラザ駅                                                               | Black Grape                             | Black                                   | 3                                       |                                         |
| 7番街駅                                                                            | Royal Purple                            | Black                                   |                                         | [ note 18 ] [ note 19 ]                 |
| 42丁目-ポート・オーソリティ・バスターミナル駅                                      | Orchid                                  | Black                                   | 2                                       | [ note 20 ]                             |
| チェンバーズ・ストリート駅                                                         | Blue Violet                             | Black                                   |                                         | [ note 21 ]                             |
| ワールド・トレード・センター駅                                                     | Concord Grape                           | Black                                   | 3                                       | [ note 22 ]                             |
| フルトン・ストリート駅                                                             | Violet                                  | Grape                                   | 2                                       |                                         |
| ハイ・ストリート駅                                                                 | Violet                                  | Grape                                   | 2                                       |                                         |
| ユークリッド・アベニュー駅                                                         | Lilac                                   | Medium Violet                           | 3                                       |                                         |
| 2番街駅                                                                            | Medium Violet                           | Violet                                  | 3                                       |                                         |
| デランシー・ストリート駅                                                           | Lavender Blue                           | Grape                                   | 2                                       |                                         |
| イースト・ブロードウェイ駅                                                         | Lavender Blue                           | Black                                   | 3                                       |                                         |
| フォーダム・ロード駅                                                               | Grape                                   | Plum                                    | 3                                       |                                         |
| No color                                                                           |                                         |                                         |                                         |                                         |
| 175丁目駅                                                                          |                                         |                                         |                                         |                                         |
| レキシントン・アベニュー-53丁目駅                                                  |                                         |                                         |                                         |                                         |
| 駅名の飾り版のみの色                                                               |                                         |                                         |                                         |                                         |
| ダイクマン・ストリート駅                                                           | Burgundy                                | Burgundy                                | Burgundy                                | Burgundy                                |
| 190丁目駅                                                                          | Burgundy                                | Burgundy                                | Burgundy                                | Burgundy                                |
| 181丁目駅                                                                          | Burgundy                                | Burgundy                                | Burgundy                                | Burgundy                                |
| 163丁目-アムステルダム・アベニュー駅                                               | Orange Yellow                           | Orange Yellow                           | Orange Yellow                           | Orange Yellow                           |
| 155丁目駅                                                                          | Orange Yellow                           | Orange Yellow                           | Orange Yellow                           | Orange Yellow                           |
| 135丁目駅                                                                          | Marine Green                            | Marine Green                            | Marine Green                            | Marine Green                            |
| 116丁目駅                                                                          | Midnight Blue                           | Midnight Blue                           | Midnight Blue                           | Midnight Blue                           |
| カテドラル・パークウェイ-110丁目駅                                                 | Midnight Blue                           | Midnight Blue                           | Midnight Blue                           | Midnight Blue                           |
| 96丁目駅                                                                           | Midnight Blue                           | Midnight Blue                           | Midnight Blue                           | Midnight Blue                           |
| 86丁目駅                                                                           | Midnight Blue                           | Midnight Blue                           | Midnight Blue                           | Midnight Blue                           |
| 72丁目駅                                                                           | Midnight Blue                           | Midnight Blue                           | Midnight Blue                           | Midnight Blue                           |
| 50丁目駅                                                                           | Orchid                                  | Orchid                                  | Orchid                                  | Orchid                                  |
| 23丁目駅                                                                           | Deep Yellow                             | Deep Yellow                             | Deep Yellow                             | Deep Yellow                             |
| タイルが備わったオリジナルのIND駅ではない駅                                        |                                         |                                         |                                         |                                         |
| 57丁目駅                                                                           | White                                   | White                                   | White                                   | White                                   |
| レキシントン・アベニュー-63丁目駅                                                  | Orange                                  | Orange                                  | Orange                                  | Orange                                  |
| ルーズベルト・アイランド駅                                                         | White                                   | White                                   | White                                   | White                                   |
| 21丁目-クイーンズブリッジ駅                                                        | Brick red                               | Brick red                               | Brick red                               | Brick red                               |
| ジャマイカ-ヴァン・ウィック駅                                                      | Orange                                  | Orange                                  | Orange                                  | Orange                                  |
| サットフィン・ブールバード-アーチャー・アベニュー-JFKエアポート駅                  | Grey                                    | Grey                                    | Grey                                    | Grey                                    |
| ジャマイカ・センター-パーソンズ/アーチャー駅                                       | Tan                                     | Tan                                     | Tan                                     | Tan                                     |
| 1. 2. 3. 4. 5. 6. 7. 8. 9. 10. 11. 12. 13. 14. 15. 16. 17. 18. 19. 20. 21. 22. 23. |                                         |                                         |                                         |                                         |

## 近年のタイル

### 施釉タイル（1950–1970年代）
1950年代までには、地下鉄車両は5車両から8–10車両と長くなった。くすんだ緑色、黄土色、そして青色で施釉されたタイルが新たに拡張された駅の壁を彩るようになった。文字は黒いサンセリフ体のフォントでタイルにプリントされている。

### 磁器タイル（2000年代後半–現在）
IND2番街線の新駅はアート作品が埋め込まれた磁器タイルが備わることになっている。
新しい34丁目駅では、白いタイルの列が三列並んだものが一組として、線路の横の壁に敷き詰められている。タイル2枚分の高さの灰色の正方形の中に白い文字で"34"'とプリントされたタイルが、白いタイルの三列の中央にはめ込まれている。
サウス・フェリー駅は金属の段で分けられた白い磁器タイルが備わっている。

## 現在の駅の改修された新しいタイル
幾つかの地下鉄駅は新しいセラミックの飾り版およびモザイクで飾られており、見る人の目を楽しませている。
- BMTブロードウェイ線の28丁目駅には、Mark Hadjipaterasによる空想的な"City Dwellers"（街の住人）が描かれている[9]。
- IRTブロードウェイ-7番街線のハウストン・ストリート駅には、Deborah Brownによる"Platform Diving"が描かれている[10]。
- IND8番街線の81丁目-自然史博物館駅には、MTA Arts for Transit Design Teamによる"For Want of a Nail"が描かれている[11]。
- BMTブロードウェイ線のプリンス・ストリート駅には、Janet Zweigによる"Carrying On"が描かれている[12]。
- IND8番街線のカテドラル・パークウェイ-110丁目駅には、Christopher Wynterによる"Migration"が描かれている[13]。
- IRTブロードウェイ-7番街線の191丁目駅には、改修の際に元のタイルアートが再現された。